# Çobanlar (district)
Çobanlar is een Turks district in de provincie Afyonkarahisar en telt 13.092 inwoners (2007). Het district heeft een oppervlakte van 392,99 km².
De bevolkingsontwikkeling van het district is weergegeven in onderstaande tabel.
| 1997   | 2000   | 2007   |
| ------ | ------ | ------ |
| 11.325 | 12.364 | 13.092 |